# Joy, az élet csodája
A Joy, az élet csodája (eredeti cím: Joy) 2024-es brit életrajzi filmdráma, amelyet Ben Taylor rendezett. A forgatókönyvet Jack Thorne írta, aki feleségével, Rachel Masonnel, valamint Emma Gordonnal és Shaun Toppal közösen dolgozta ki a történetet. A főbb szerepekben Bill Nighy, Thomasin McKenzie és James Norton látható.
Az 1960-as és 1970-es évek valós eseményein alapuló filmben egy ápolónő, Jean Purdy, egy tudós, Dr. Robert Edwards és egy innovatív sebész, Patrick Steptoe dolgozik az első „kémcsőbaba” kifejlesztésén.
A filmet 2024. november 22-én mutatták be a Netflixen.

## Cselekmény
Jean Purdy 1968-ban nővérként dolgozik Angliában. A csillogó szemű fiatal nő asszisztensi állásra jelentkezik a Cambridge-i Egyetem egyik laboratóriumába. Ott a gyakran szétszórt, de sármos fiziológus, Dr. Bob Edwards Patrick Steptoe nőgyógyásszal együtt egy mesterséges megtermékenyítési módszert fejleszt ki, hogy segítsen azoknak a nőknek, akik természetes úton nem tudnak teherbe esni. Edwards korábbi kutatásai a spermiumok túlélésére összpontosítottak, míg Steptoe a reprodukciós orvostudomány úttörője, és sokat tud a petefészkekről. Új laboratóriumukat a Cambridge-től négyórányi autóútra lévő Oldham General Hospital egyik használaton kívüli szárnyában alakítják ki.
Kutatásai nem vitatottak, mivel a brit közvélemény nagy része a természet elleni bűncselekménynek tekinti a méhen kívüli gyermekvállalás puszta gondolatát. Edwardsot az egyház és a bulvármédia még „Dr. Frankenstein”-nek is nevezi. Egy televíziós szereplése során a feldühödött stúdióközönség ráadásul lekiabálja.
Amikor Purdy konzervatív anyja, Gladys megtudja a lánya valódi munkáját, annyira megdöbben, hogy megtiltja neki a házban való tartózkodást. Csak néhány gyermektelen nő, akik magukat „Ovum Klubnak” nevezik, hajlandók testüket a kutatás rendelkezésére bocsátani, különösen azért, mert Edwards kevés reményt ad nekik arra, hogy így teherbe eshetnek, de csak az utat egyengetik más, gyermeket akaró nők előtt. Az Orvosi Kutatási Tanács nem hajlandó további támogatást nyújtani a kutatásához, azzal az indokkal, hogy az csak a lakosság kis részének kedvezne.
Tíz évvel később, 1978-ban minden akadály ellenére sikerült egy petesejtet megtermékenyíteniük és megszületik Louise Joy Brown, a világ első „kémcsőbabája”.
Évekkel később, 2010-ben Dr. Robert Edwards egyedül nyerte el a Nobel-díjat, mivel Jean Purdy 39 évesen rákban, Patrick Steptoe pedig idős korában elhunyt.

## Szereplők
| Szerep              | Színész           | Magyar hang         |
| ------------------- | ----------------- | ------------------- |
| Patrick Steptoe     | Bill Nighy        | Harsányi Gábor      |
| Jean Purdy          | Thomasin McKenzie | Szabó Luca          |
| Robert Edwards      | James Norton      | Szabó Máté          |
| Gladys May          | Joanna Scanlan    | Zsurzs Kati         |
| Trisha              | Charlie Murphy    | Sallai Nóra         |
| Lesley Brown        | Ella Bruccoleri   | Kokas Piroska       |
| Arun                | Rish Shah         | Joó Gábor           |
| Ruth Edwards        | Jemima Rooper     | Kiss Virág Magdolna |
| James Watson        | Nicholas Rowe     | Rosta Sándor        |
| Rachel              | Louisa Harland    | Kereki Anna         |
| Paulson tiszteletes | Robert Wilfort    | Katona Zoltán       |

### Magyar változat
- Magyar szöveg: Egressy G. Tamás
- Hangmérnök: Árvay Zoltán
- Gyártásvezető: Gémesi Krisztina
- Szinkronrendező: Árvay-Kiss Virág
- Produkciós vezető: Fekete Márk

A szinkront a Direct Dub Studios készítette el.

## A film készítése
A brit produkciót a Wildgaze és a Pathé gyártotta. Rachel Mason és Jack Thorne dolgozta ki a történetet. Thorne elmondta, hogy a projektet erősen inspirálta az ő és Mason tapasztalata, amikor mesterséges termékenyítésnek vetette alá magukát, hogy fiuk szülessen. A film rendezője Ben Taylor.
A főszereplők Bill Nighy, James Norton és Thomasin McKenzie, valamint Joanna Scanlan, Charlie Murphy, Tanya Moodie, Ella Bruccoleri és Rish Shah voltak.
A forgatás 2023 szeptemberében kezdődött az Egyesült Királyságban. 2023 szeptemberében kezdődött.

## Bemutató
A filmet 2024. október 15-én mutatták be a BFI London Filmfesztiválon, majd 2024. november 15-én az Egyesült Királyságban és Írországban korlátozott számú moziban is megjelent. A Netflixen világszerte 2024. november 22-én jelent meg.

## Fogadtatás
A Metacritic oldalán 15 kritikus 100-ból 62 pontot adott a filmnek, ami „általánosságban kedvező” értékelést jelent. A Rotten Tomatoes-on 35 kritika alapján 89%-os minősítést kapott.